# Алсек
Алсек (англ. Alsek River, тлінгіт. Aalseix̱' це означає «місце, де люди відпочивають»)  — річка, яка протікає переважно серед незайманих ландшафтів у північно-західній частині Північної Америки. Річка тече по території Юкон провінції Британська Колумбія штату Аляска.

## Географія
Льодовик Лоуелл перекрив річку в 1725−1850 роках і створив велике озеро. Коли льодовик зрушився в 1850 році, він створив масивну повінь. Річка несе багато мулу з льодовикового озера Алсек, що сприяє низькій температурі води річки.
Річка тече на південь, у північно-західній частині Британської Колумбії, до неї приєднується Татшеншіні (англ. Tatshenshini River) в парку «Татшеншіні-Алсек» (англ. Tatshenshini-Alsek Provincial Park). Впадає в Тихому океані у затоку Драй, в місті та районі Якутат, близько до північної частини Південно-Східної Аляски.

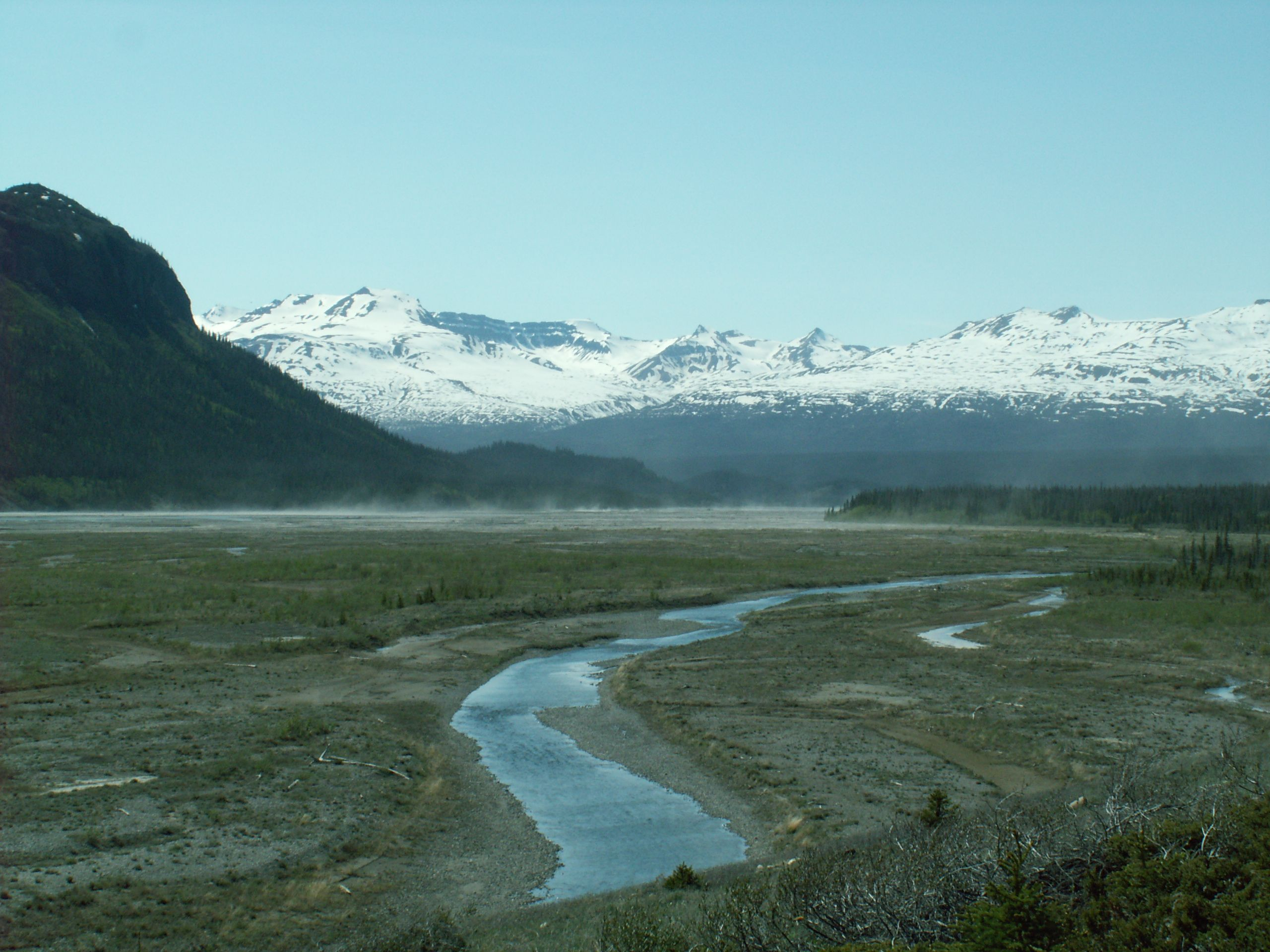
Річка Алсек (на відстані) біля перехрестя з Сугден-Крік всередині національного парку Клуейн

Живлячись від величезних льодовиків в горах Святого Іллі (англ. St.Elias Mountains), другого за величиною в світі прибережного гірського хребта, річка починається в національному парку Клуейн, у південно-західному районі території Юкону — оточення величних гір, сяючих льодовиків та широких долин. Початком річки вважається місце злиття трьох стікаючих з льодовиків річок: Дізадеш (англ. Dezadeash), Каскавалш (англ. Kaskawulsh) і Дасті (англ. Dusty), при злитті утворюється широке водне мереживо з рукавів довжиною до 16 км, що переплітаються, потім слідує 74-кілометрова тіснина — каньйони, льодовики, і плаваючі айсберги. Річка тече на південь в північно-західний кут Британської Колумбії. На території провінційного парку Татшеншіні-Алсек з нею зливається річка Татшеншіні. Свою останню ділянку річка проходить по території США, і впадає в затоку Драй-Бей південніше Якутату і приносить багато мулу й наносів. Довжина річки становить близько 250 км. Найнебезпечніше місце на річці — Каньйон Тернбек (малонаселений каньйон) — вважається несудноплавним і сплав через нього дуже небезпечний, але досвідчені і кваліфіковані каноїсти ризикують долати його.

## Цікаві факти
Річка перетинає дикі і безлюдні місця, де дикі тварини живуть спокійно і безтурботно. Мешканці парку є представниками як арктичних, так і тихоокеанських видів. Рослинний світ має багато ендеміків.
У 1986 році 90 кілометрову ділянку річки Алсек на території Національного парку Клуейн було включено в Список охоронюваних річок Канади (англ. Canadian Heritage Rivers).
Національний парк Клуейн є частиною об'єкта всесвітньої спадщини парки та резервати Клуейн, Врангель-Сент-Елайас, Глейшер-Бей і Татшеншіні-Алсек (спільно з США).
Річка Алсек має ряд істотних особливостей, у тому числі природні ландшафти, які сформувалися під дією води, вітру і льодовиків. Багато місця уздовж річки мають виняткову природну красу. Найважливіші канадські північні екосистеми знаходяться в цих місцях. Найбільш цікаві особливості річки:
- Хребти Клуейн (англ. Kluane) й Айсфілд в горах Святого Іллі, видимі з річки, включають найвищі піки в країні — Стіл (англ. Mt. Steele) (5073 м), Святого Іллі (англ. Mt. Elias) (5,488 м) й Логан (англ. Mt. Logan) (5959 м). Вершина гори Логан є найвищою точкою Канади.
- Льодовики Фішер і Лоуелл є одними з найбільших і найдовших у світі. Лоуелл сформував велику частину долини річки та її берегів.
- Періодичне створення льодовиком Лоуелл величезних гребель з льоду поперек долини. Одна із загат, сформована в недавній геологічний час, була більш ніж 150 метрів заввишки і вода затопила всю долину річки вище протоки Хейнс (Haines).
- Дюни річки Алсек, розташовані вздовж східної частини верхньої долини.
- Найбільша кількість ведмедів грізлі в Канаді.
- Велика кількість інших великих ссавців, включаючи вовків, американських лосів, росомах, тонкорогих баранів, гірських козлів, койотів і рисей.
- Більш ніж 170 різновидів птахів, включаючи беркутів, орланів, соколів-сапсанів та інших птахів, яким загрожує небезпека в інших частинах Північної Америки.
- Сибірська осока виростає тільки біля річки Алсек і ще в одному місці Північної Америки[4].
- Річка Алсек на останній ділянці шляху до океану перетинає американську територію, яку самі американці називають (англ. Panhandle) — ручка каструлі. Ця територія, що відноситься до штату Аляска, глибоко вдається на південь, відрізаючи дорогу до океану половині території Британської Колумбії. До 1867 року і «ручка» і сама «каструля» (Аляска) були територією Російської імперії.

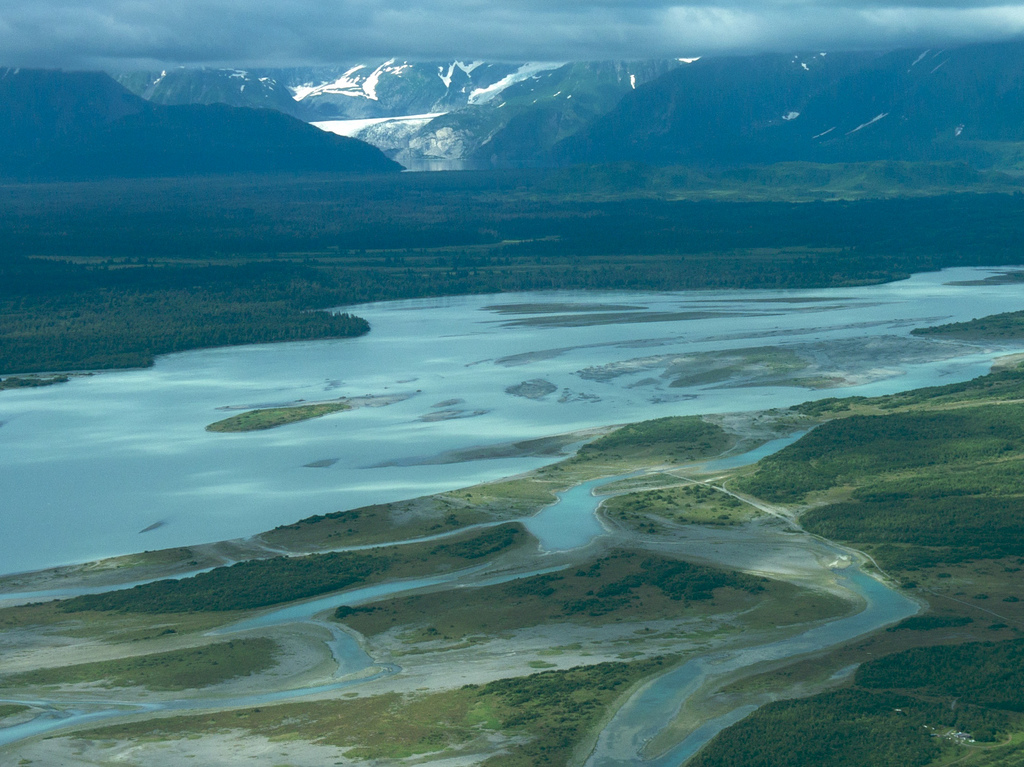
Впадіння річки Алсек в Драй Бей
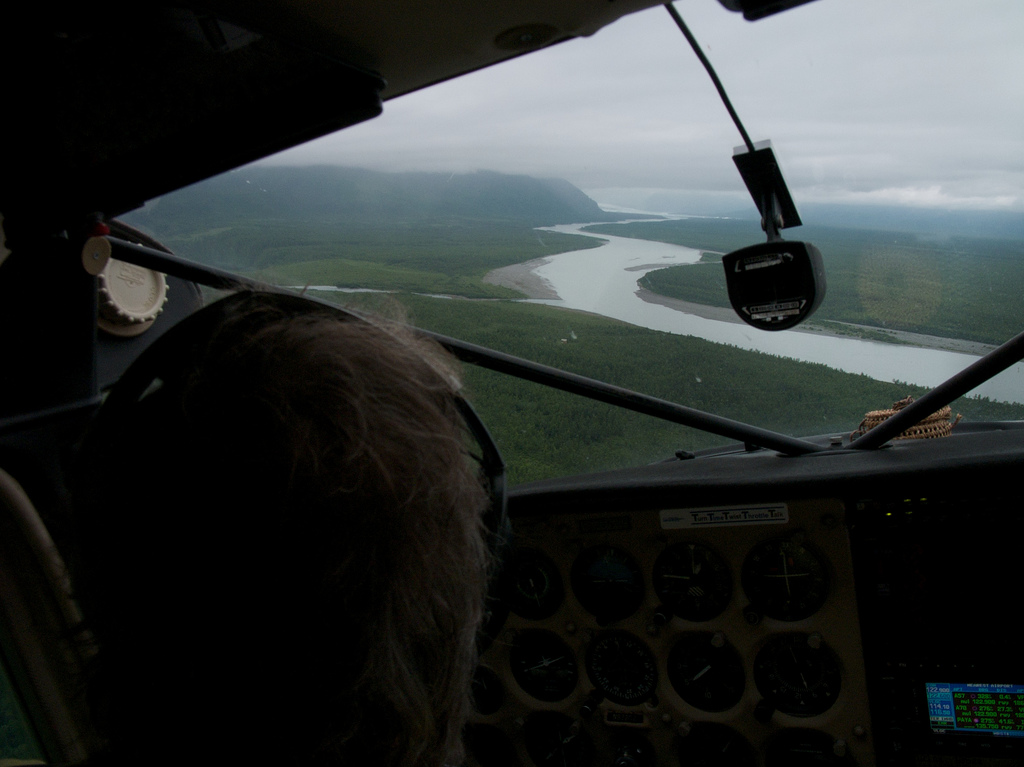
Вид річки Алсек з літака
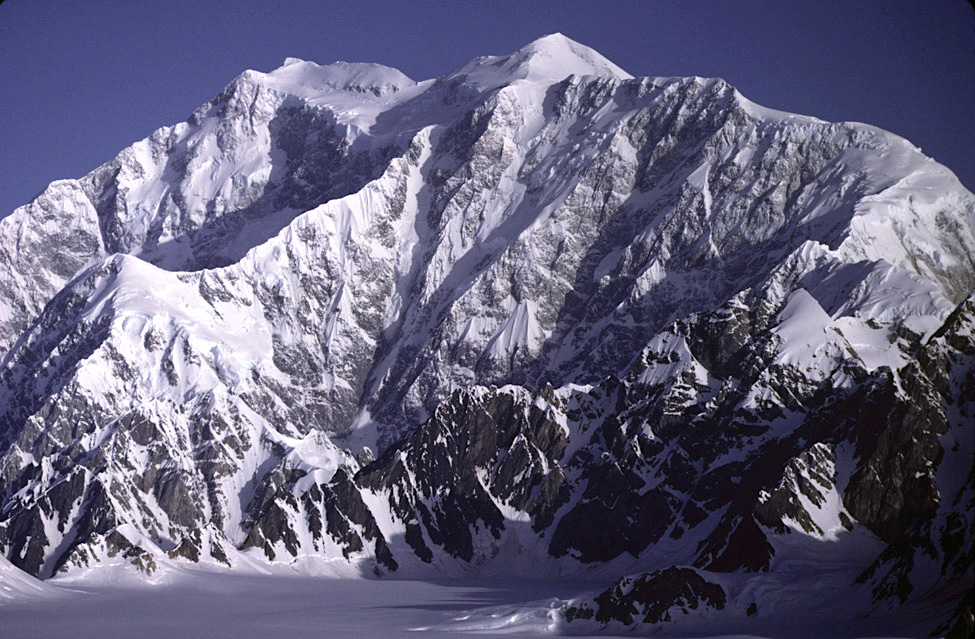
Вид гори Логан з південного заходу